# Rotrou du Perche
 Rotrou du Perche († 10 décembre 1201), fut le 58e évêque de Châlons-en-Champagne de 1190 à 1200.

Il était fils de Rotrou IV, comte du Perche, et de Mathilde de Blois-Champagne.
Il fut thesaurarius de la Basilique Saint-Martin de Tours, puis archidiacre de Reims, avant d'être élu évêque de Châlons pour succéder à Guy III de Joinville.

## Source
- Foundation for Medieval Genealogy : comtes du Perche.